# Station Thủ Đức
Station Thủ Đức is een voormalig spoorwegstation in Thủ Đức, een van de districten van Ho Chi Minhstad, de grootste stad van Vietnam. Het station lag aan de Noord-zuid spoorweg, die Station Sài Gòn met Station Hanoi verbindt. Het stationsgebouw staat er nog steeds, maar er stoppen geen treinen meer.
Station Hanoi · Station Phu Ly · Station Nam Dinh · Station Thanh Hoa · Station Hai Phong · Station Vinh · Station Đồng Hới · Station Dong Ha · Station Hue · Station Da Nang · Station Tam Ky · Station Quang Ngai · Station Dien Tri · Station Tuy Hoa · Station Nha Trang · Station Muong Man · Station Sài Gòn